# 金城隼平
金城 隼平（かねしろ しゅんぺい、2001年2月28日 - ）は、日本のプロボクサー。大阪府大阪市北区出身。第6代日本バンタム級ユース王者。RE:BOOTボクシングジム所属。

## 来歴
菊華高校卒業後、東洋大学に入学。なお菊華高校時代、インターハイ出場経験がある。
2023年7月11日、プロデビュー戦は6回KO勝ち。
そして2024年7月18日、後楽園ホールでの「Lemino BOXING フェニックスバトル119」にて平井乃智と日本ユースバンタム級王座決定戦を行い、8回2分56秒TKO勝ちで日本ユース王座獲得。同年12月15日、住吉スポーツセンターで具志堅日向と日本ユースバンタム級タイトルマッチを行い、8回3-0(79-73、80-72×2)判定勝ちで日本ユース王座初防衛に成功。
翌2025年5月13日、後楽園ホールでの「第135回フェニックスバトル」にて山口友士と日本ユースバンタム級タイトルマッチを行い、8回3-0(77-75×3)判定勝ちで日本ユース王座2度目の防衛に成功。その後年齢のため日本ユース王座返上。

## 目標
目の前の敵に勝ち続けることを仕事としている。自分自身にも勝ち続けることを心がけている。

## 獲得タイトル
- 第6代日本バンタム級ユース王座（防衛2=返上）

## 戦績
- アマチュアボクシング - 60戦41勝19敗
- プロボクシング - 5戦5勝（2KO）